# 郑斯林
郑斯林（1940年5月—2022年5月9日），男，天津人，祖籍江苏吴县（今苏州市），中华人民共和国政治人物。太原工学院机械系机械制造专业毕业，工程师。1965年加入中国共产党；是中共第十四届中央候补委员，第十五、十六届中央委员。曾任江苏省省长、劳动和社会保障部部长，第十一届全国人大外事委员会副主任委员，中国广告主协会首任会长等职。

## 生平
1963年大学毕业后，郑斯林被分配到辽宁省丹东汽车制造厂工作，曾任车间技术员、技术科长；后曾历任丹东调谐器厂引进办主任、厂长，中国外商投资企业协会会长等职。

### 从政经历
1983年，郑斯林从“国有企业管理人”的身份进入政坛，出任辽宁省丹东市副市长；两年后，进升辽宁省省长助理、兼省对外经济贸易委员会主任。1989年12月，郑斯林被调往陕西，出任陕西省人民政府副省长；1993年5月，在中共陕西省委第八届委员会第一次会议上，当选省委常委；两个月后，调任对外贸易经济合作部副部长；一年后，被安排回老家江苏工作，任中共江苏省委副书记、副省长、代省长；并于1995年2月正式当选江苏省省长。
1998年9月，郑斯林再次被调入中央，出任国家经济贸易委员会正部级的副主任，后又兼任中共中央企业工作委员会副书记，成为中国“国有企业管理者”的管理者。郑斯林也曾毫不隐晦地批评一些企业领导干部一些错误和不当之处。2003年3月17日，中华人民共和国国家主席胡锦涛发布第二号中华人民共和国主席令，根据中华人民共和国第十届全国人民代表大会第一次会议的决定，郑斯林被任命为劳动和社会保障部部长。2004年初，劳动和社会保障部成立了工伤保险司。这是郑斯林上任后，对他所掌管的部门进行的最重要的改革。郑斯林将再就业问题作为工作的着力点，提出确保实现中央提出的城镇净增就业800万人以上的目标，完成下岗失业人员再就业400万人以上的任务。

### 退休
因达到了部长级干部的最高任职年龄，2005年7月，在第十届全国人大常委会第16次会议上，郑斯林被免去了劳动和社会保障部部长的职务；同年的2月28日，他已被增补为第十届全国政协委员。2007年4月26日，在多伦多举行的2007年世界广告主联合会全体会议上，郑斯林以“中国广告主协会”会长的身份，再次当选世界广告主联合会执行委员会的委员。
2008年3月，郑斯林当选為第十一屆全国人大外事委员会副主任委员。2013年，届满退休。

## 著作
- 《我国劳动和社会保障的现状及发展前景》4碟，主讲人 劳动和社会保障部部长郑斯林，  北京世界知识音像电子出版社
- 《共和国辉煌五十年――工业建设卷》郑斯林 主编，1999-11中国经济出版社